# 野原みさえ
野原 みさえ（のはら みさえ）は、臼井儀人の漫画作品『クレヨンしんちゃん』に登場する架空の人物。主人公・野原しんのすけと野原ひまわりの母であり、野原ひろしの妻。アニメ版での声優はならはしみき。

## 概要
熊本県アソ市出身。29歳（えんぴつしんちゃんの回では31歳）。専業主婦。埼玉県春日部市双葉寿町三丁目1の2在住。旧姓「小山（こやま）」。
原作では10月10日生まれであるが（原作1巻にて判明）、アニメでは9月21日生まれである。星座はてんびん座。夫野原ひろしとの間に産まれた野原しんのすけ、野原ひまわりの母である。父は小山よし治。母は小山ひさえ。三姉妹の次女であり、姉のまさえと妹のむさえがいる。しんのすけが2歳（みさえは26歳）の頃の話も何度か放送されている。
身長159.2cm、体重60kg。「母ちゃんの体脂肪率だゾ」（1997年9月5日放送）では体脂肪率が29%だった。ただし体重が増えたという「お散歩はオイシイぞ」では体脂肪率は28.6%。バストは78cm、ウエストは58cm。ヒップは不明だが、しんのすけには「ケツデカ」、姉であるまさえには「ずんどーしりでか」と揶揄される。靴のサイズは23.5cm。一人称は私。バストサイズは79cmだが、しんのすけが72のAカップと言ったところ、「75のAカップです〜」（アニメでは〈グアム旅行の際に〉79のBと言ったことも）と自分で言ったシーンがあるほか、Bカップで余るくらいと言ったこともある。今では苦手だが、幼稚園の頃は男の子より走るのが速かったらしい。
しんのすけからは「母ちゃん」、ひろしからは「みさえ」、ひまわり（成人時）からは「ママ」と呼ばれている。だがしんのすけから「みさえ」と呼ばれるのを嫌がり、パパの口真似はやめなさいと怒る。
みさえはしんのすけとひまわりのことをそれぞれ呼び捨てで呼んでいるが、時々「しんちゃん」「ひまちゃん」と呼ぶことがある。ひろしのことは「あなた」と呼ぶが、結婚前は「ひろしさん」と呼んでいた。

## 人物

### 経歴
結婚する以前は小山田物産でOLをしていた。21歳のときにひろしと出会い（2010年4月16日放送のアニメでは2002年）、北千住駅のホームでプロポーズを受け、結婚（時期は不明）。ハート柄のハンカチをひろしが拾って届けたことに出会いの端を発するが、原作ではしんのすけと北与野博士のタイムスリップにより、アニメではカスカベタイムパトロール隊によって、チンピラに絡まれたしんのすけをみさえが助けようとしたが逆に連れ去られそうになり、しんのすけがひろしに助けを求めるとすぐさまその場に駆けつけ、靴の臭いで撃退したことから恋仲になったという出会い方に変わった。なお、前述のハンカチはその際チンピラから殴打を受けたひろしの顔面の血を拭う際に使われた。結婚後は専業主婦として現在に至る。24歳で長男第一子のしんのすけを出産、29歳で長女第二子のひまわりを出産している。
学歴は、熊本市立大熊小学校、熊本市立大熊中学校、熊本県立水後寺女子高校、私立加藤清正女子短期大学卒業。いずれも実在しない。高校時代はバスケットボール部に所属していたほか、むさえの弁によれば演劇部への所属経験もある模様。ただし、原作1巻ではしんのすけの質問に対し「自分は高卒だからわからない」と誤魔化す場面がある。

### 服装・外見
ボリュームのあるパーマヘア（原作が刊行された80年代当時、主婦層に流行の髪型）だが、24歳（しんのすけが乳児）の頃まではロングヘアだった。原作初期は前髪が無いため、現在とは別人のような風貌である。アニメでは一度髪型をストレートヘアに変えたが、しんのすけのお節介が原因で短いパーマ頭になったことがあった。その後、おかしくなった髪は、しばらくしていく内に徐々に元の髪型に戻っていった。さらに、アニメ「ムリして若返っちゃうゾ」では若い母親たちの影響を受け、自ら若作りに励み髪型を変えたこともある（しんのすけたちには終始げんなりされていた）。
29歳と若いにもかかわらず、自身の性格・態度・言動の原因でしんのすけ・周囲の人々・TVスペシャルなどの悪人からはたまに「おばさん（おばはん）」「ババア」と言われているが、本人はそれを呼ばれることを気にしており、言われると激怒することがしばしばである。
原作での髪の色は黒、アニメでは茶髪である。華やかなドレスや宝石類、ブランド物を好み、ちょっとしたセレブ志向である。原作当初はピンクのツーピース姿が定着していたが、1994年頃からは毎週違う服に違うズボンをはいていることが多くなる。夏は紺のタンクトップに水色の短パン姿が多い。初期は目が細かったが、現在のみさえの目はパッチリとしている。
赤ん坊の頃のみさえはしんのすけも見間違えるほど、娘のひまわりにそっくりだった。姉のまさえ・妹のむさえの幼児期も同様。

### 性格
時に個性的、時に母性的だが、基本は“短気”と“見栄っ張り”と“ケチ”の三拍子を備えた利かん気で子供染みた女性である。自分の感情の赴くまま、しんのすけとひろしに容赦なく制裁を加えたり（よくしんのすけとひろしにげんこつおよびグリグリ攻撃をしている）、ひろしを完全に尻に敷いている。その一方で筋の通った言い分も多く後述通り彼らのためを思って厳しい物言いをすることもしばしばある。
一方で、ひまわりに対しては打って変わって寛容である。しんのすけに対しておしおきをするような事柄でも、ひまわりには口頭注意するだけである。そのため、しんのすけからは時折、自分とひまわりに対する態度の格差を指摘されることもあるが、その際にはみさえも「ひまわりはまだ赤ちゃんだから…」と一応それらしい理由をつけて宥めるが、大抵は言葉を詰まらせたり、たじろぐ様子を見せていることから、みさえ自身も自分が兄妹で理不尽な格差をつけてしまっていることを自覚している発言も見受けられる。
粗雑で男勝りな激しい気性の持ち主で、子供にも夫、他人には厳しいが、自分に対してはかなり甘い。夕飯の残り物をひろしやしんのすけの翌日の昼食の弁当に使い、ひろしからは弁当代を徴収したにもかかわらず、残り物が無くなったため中華料理屋のランチで贅沢をしたこともある。「自分のミスは絶対に認めないタイプ」と何度か解説されておりあまりにも自己中心。しかし自分の不手際で生活費に充てるはずだったひろしの1か月分の給料30万円が入った袋を落としてしまい紛失した際には、事が事なだけにひろしに泣きながら謝った。また、劇場版『爆睡！ユメミーワールド大突撃』ではしんのすけを身を挺して守りながら、「好きで嫌われ役をやってるわけじゃない」「親にとって、子供ってのは自分以上」「嫌われたっていいから、自分の子供を守りたいだけ。それが母親ってもの」と普段の厳しい態度の裏に秘めた子供への強い愛情を熱弁している。
このような性格は他人に対しても同じであり、これがプラスに働く場面もある。洋服を買うためにスーパーマーケットでパートとして働くことにしたときは、その職場で店長にお尻を触られる、主任に仕事を強要されるなどの度重なるハラスメントを受け、託児所に預けていたひまわりを侮辱された（=主任が「子供なんて鈍い」と貶した）ことをきっかけに堪忍袋の緒が切れ、主任と社長に制裁を加えた。同僚からはハラスメントを一蹴したヒロイン的存在として扱われ、同時にその日限りでのパートの辞職を宣言した。その後、託児所へ迎えに行った際にひまわりが号泣したのを見て自分の判断を悔やみ、物欲や仕事よりも子供との時間を大切にすることを決意する。
こうした家族思いな面からしんのすけたち家族にとっては頭が上がらない人物の1人であり、彼女の怒りを買うことや制裁想像して悪戯を思いとどまったり、後悔することもしばしばある。
非常に気乗りが良く一度思い定めると徹底して打ち込む姿勢を見せるが、飽き易いために徹頭徹尾とはいかず持続しない。熱しやすく冷めやすいタイプのため、ダイエットもろくに出来ておらず、いわゆる三日坊主である。
自己中心的であり、自分の都合で他人を振り回すことがしょっちゅうでかつ、忘れやすい性格。それが故に場合によっては自身の行動が原因で悲惨な展開になることも多い。その性格が災いしてか、友達はおケイ以外居らず、自分自身で友達がいないことを嘆いたこともある。
お金に関して意地汚い所もあり、自分のヘソクリを貯め込んだり、ひろしのヘソクリを勝手に使うといった行動を取る。また、ひろしの限られた小遣いも、なにかと因縁や言い掛かりをつけてしばしばせびる。しんのすけに関しても例外でなく、しんのすけの持っていた100万円の当たりくじを奪おうとしたり、しんのすけが懸賞で当てた人形セット（オークションでは2、3万円の価値がある）を勝手にオークションに売り飛ばそうとしたり、しんのすけの入園祝いのお金を自分のものにして私腹を肥やそうとしたこともある。ただし、しんのすけやひまわりに台無しにされたり、懸賞品が価値のない物になったりと、大損することが多い。
負けず嫌いであり、例え相手が子供であろうと容赦せず、意地でも勝とうとする。物を賭けた勝負（主にひろしやしんのすけとの勝負）では卑劣な手段を使ってまでも勝とうとすることが多く、じゃんけん勝負のときはしんのすけの了解を取らずに勝手にじゃんけんを行ったり、暑さの我慢勝負のときはひろしに「あつい」と言わせようとわざと熱いお茶や激辛の鍋焼きうどんを出したり、先に寝たひろしの「あつい」という寝言までカウントする始末、吹き矢の勝負のときはひろしが矢を飛ばす直前にひまわりに無理矢理クシャミをさせてひろしの集中力を欠けさせている。
ナルシストの傾向があり、会話の端々で自身を「美人（妻）」と発言したり、留守のときに書くしんのすけに対しての置き手紙にも自分を「美人のママ」と書くことが多い（しんのすけは大抵「美人」の所は飛ばして読んでいる）。また、自己顕示欲もやや強い。変装やコスプレをする際はやたら胸に詰め物を入れて大きく見せようとすることがある。その反面、しんのすけたちの行動や自身の性格（見栄っ張り、調子に乗りやすいなど）によって恥ずかしい姿を周囲に見られた後は深く落ち込んでしまう。
しんのすけの言動にはいつも振り回され手を焼いているが、子育てに関しては常に積極的で、我が子をバカにしたり、手を上げる人間は絶対に許さず、相手が誰であろうと毅然とした態度で接するなどで、子を守る母親としての顔もしっかり持っている。しんのすけもまた、他者がみさえを貶す発言した際は、基本は天然であるものの結果として相手を言葉で殺す行為で抗い、みさえを庇う行為をしている。そして、それが明確に悪意を込めた暴言である場合は本気で激昂する場合もある。
しんのすけと身体が入れ替わってしまったために、やむを得ず登園した幼稚園でいじめを目撃した際には、いじめっ子の園児を強い口調で叱責したり、大阪に単身赴任中のひろしに会いに行くためにしんのすけとともに乗車した東海道新幹線の車内で、禁煙席にもかかわらず喫煙をしていたチンピラに注意したり、しんのすけに痴漢を指摘されて逆ギレした中年サラリーマンに対して股間を膝蹴りする、カスカベタイムパトロール隊によって不良に絡まれたしんのすけを助けようとするなど正義感が強い。故にその勝気で逞しい姿が彼女を母親たらしめており、我が子に対する真摯な態度は時折周囲に感動を与えてくれる。また、いずれもしんのすけの意思、または引き起こした騒動が原因で頓挫してしまったが、家庭教師をつけたり、塾や英会話教室・音楽教室などに無料レッスンといえども積極的に参加させたり、当たり前のことを大袈裟に褒めたりと、しんのすけには人一倍愛情を注いでいる部分もある（しんのすけが思ったことを天才的な思考と勝手に解釈することもあるため、普通の親同様、親バカな部分もある）。
夫・ひろしに対しての気遣いも忘れず、夕飯のおかずに好物を用意し、晩酌用のビールも欠かさないなど、仕事から疲れて帰ってくるひろしが会社の取引で失態を演じてしまったときにはきちんと慰め、会社を退職したいと打ち明けられてもすんなりと受け入れるなど、短気な性格とは裏腹に妻として気を利かせることも多い。
食べ物を好き嫌いすることを快く思っておらず、タマネギを残そうとしたむさえを叱責したり、ピーマンなどの野菜類を残したしんのすけには主食や他のおかずをすべて没収という、実質食事抜きの厳罰を与えていた。
他にも生き物を虐めたり、ぞんざいに扱うことも許せないようで、普段からシロの世話を怠けるしんのすけを時におしおき込みで窘めたり、他人から預かったコツメカワウソの世話をしんのすけに押し付けた鳩ヶ谷夫妻（ミッチーとヨシりん）の無責任な行為に激怒し、2人が萎縮するほどの剣幕で説教していた。男が髪を伸ばすことには否定的で、しんのすけの丸刈り頭にはみさえの意向も少なからず反映されているようである。
このように一見気の強い人物のように見えるが、反面臆病な部分も多数持っており、何かがあるとひろしやしんのすけに頼る描写もある。

### 習慣・癖
日常生活で酒を飲むことはほとんどないが、同窓会や忘年会といったイベントの際は飲むことがある。しかし酒癖が悪く、酒に酔うと形振り構わず悪態をつく癖があり、あまりの酒癖の悪さにしんのすけが周りの客やみさえの友人に謝ったほどである。本田ケイコ（おケイ）という親友がおり、一緒に飲みだすと酒乱に陥る。普段は標準語を話し（同郷のみさえとおケイとのやり取りも標準語である）、自分の親や姉妹の前では熊本弁を話すが妹のむさえとは標準語で話すことが多い。酒乱に陥ると熊本弁で話すこともある。また稀に関西弁で話すこともある。
便秘が持病で、イライラしていることもしばしば。便秘中は凶暴化し、便秘が解消した後は嬉々としている。
セール品・高級品には目が無く、チラシで目に付いた商品はすかさず入手する。高級なアクセサリーや化粧品などを時々購入するが、それらの品物はしんのすけまたはひまわりの悪戯やしんのすけ（時にはひろしも）のドジのせいで台無しになることがよくある。また、高級レストランや美術館へ出向いた際には上品な立ち振る舞いで清楚を装うが、しんのすけのペースに飲まれてついつい地が出てしまう。ワイドショーや漫才を観賞しながら昼寝をする姿も散見される。本人曰く「お昼寝は専業主婦の特権」。その際手元にはしばしば草加煎餅が置いてある。また、しんのすけの朝寝坊には苦労しており、バスに乗り遅れた際は自転車で送っている。
一方、情が強いのみならず人情味があり情に脆い。移り気な性格だが、それだけに慈悲心が強く薄情なことはできない質である。しんのすけに付き添い、子供のアニメと高を括りながらカンタムロボ（劇中劇）を観ていたみさえであったが、いつの間にか感情移入し、良い話だと涙している。この習性はしんのすけに対してもよく見られ、我が子の時折見せる純朴な姿にしばしば心打たれている様子である。
非常にのりやすい体質でもある。子供の頃はおきゃんな少女で、現在と変わらず見栄っ張りの様子である。
時として大人気ない言動や行動が伴う。ひろしの会社からの借物である携帯電話（当時は携帯電話の普及率が低かった。また後にみさえ本人も携帯を持つ）に目を輝かせたり、収納整理の際に押入れから出て来たセーラー服を着たりする（その際、目一杯おなかを凹ませている）。また胸が小さいことがややコンプレックスであるらしく、時折Cカップになる夢を見たり、劇場版『クレヨンしんちゃん 伝説を呼ぶブリブリ 3分ポッキリ大進撃』では変身の際やたらと豊胸だった。その他、恥かしげもなく菜の花から菜種油が取れることに感心してみたり、しんのすけと一緒に他人のデートを見物するなど、無邪気な習性を垣間見せる。また、劇場版『クレヨンしんちゃん 嵐を呼ぶ 栄光のヤキニクロード』では男装を披露しており、かすかべ防衛隊のネネと同じように男装が似合っていた。さらに2015年10月に放映された「母ちゃんは捨てる女だゾ」では古い服を大量に処分していたときに出てきたネコミミメイド服を着てみたり（この際にはひまわりに全速力で逃げられた）、挙げ句の果てにそれを残してクローゼットに入れたりしていた。
料理に関して普段は、あまり本気を出さずに手を抜くことがしばしばである（とは言っても普通の家庭料理）。
ひろしが機械やインターネット関係にはそれなりに精通しているのに対し、みさえはアナログ人間であり、機械には疎い。一応携帯電話は最新式の物を所有しているが、全く使いこなせずしんのすけのほうがうまく使えるようになった。ただし、連載や放送が進むにつれてスマートフォンを使っていたり、オシリ（Siriのパロディ）というバーチャルアシスタントを使っていたりクックパパット（クックパッドのパロディ）という個人が作った料理を載せられる料理サイトを使っているシーンも見られる。また、アニメ版ではTwitterらしきものをやっている描写もある。劇場版『クレヨンしんちゃん 雲黒斎の野望』では何度か「SFって訳が判らなくて苦手」と発言しており、ひろしがすぐに理解できたタイムパラドックスに関する話題も全く理解できていなかった。『クレヨンしんちゃん ちょー嵐を呼ぶ 金矛の勇者』でも同様の台詞があるが、SFに加えてファンタジーも嫌いと発言している。しかし魔法少女などが好きという趣向と矛盾しており、ひろしに指摘されるが「魔法少女はファンタジーじゃない」と勝手に解釈して返した。
収納が下手で、押入れや冷蔵庫に無造作に押し込むことが多いため、開けると物が流れ出てくる（通称「雪崩」）。これは母親譲りである。アニメでは、むさえも収納がヘタという設定がついた。
通販で宝石貴金属、ダイエットグッズ、キッチン用品、服などを購入しているが、みさえの飽きっぽい性格によって数回使うだけで終わったり、しんのすけたちによって台無しにされることが多い。みさえはその商品を捨てたり、売ったり、リサイクルに出しておらず、「いつか使う」と言って捨てずにいる。そのため、押し入れや納戸だけでなく、しんのすけが使う予定の子供部屋にも大量の通販の商品が放置されている。
宝石貴金属が好きだというが、ひまわりとは対照的に宝石貴金属に対する目利き能力はまったく無い。酢乙女あいがひまわりにあげた時価30万円のダイヤのネックレスを「おもちゃのネックレス」と言い、オマタからもらった時価数十万円もする金の勲章もおもちゃと勘違いし、さらにしんのすけが金の勲章を片付けなかったため、100個以上も溜まった金の勲章を一気に捨ててしまい、非常に後悔したこともある。なお、『新クレヨンしんちゃん』では宝石貴金属どころか美術系にも全く目利き能力がないという設定が追加されている。しんのすけと関わった絵画集団がバンクシーのような落書集団であったが、しんのすけの功もあり、世間からは評価されていた時期であった。その後、絵画集団はしんのすけ主導で野原家の壁に絵を描いていたが、その事態を見たみさえは単なる落書きと認識し、消すように命じたが、その場を通りかかった美術評論家からは絵画集団を評価し、庇ったにもかかわらず、みさえはその意見を聞き入れるどころか評論家にも落書きを消すように指示したのである。後にテレビで野原家の壁に絵を描いたのが絵画集団の作品だと気付き、その価値が時価数百万円だと分かったときには後悔したほどの美術音痴だと描かれている。
痩せるためにダイエットをしている描写も多いが、しんのすけまたはひまわりの妨害や本人の忍耐力の無さが原因で大抵は三日坊主で終わるか運動している途中でド忘れしてしまい、たまに成功しても再び過食してリバウンドするなどで失敗ばかりしている。このため、しんのすけたち（時にはみさえの家族（姉のまさえと妹のむさえ）などの周囲までも）からは呆れられたり、イジれられたりしている。ひろしとダイエット対決を行った際にはひろしが見事に成功したのに対して、みさえはさらに太るということもあった。上述の通り、高額なダイエット食品や器具を大量に購入するが、面倒くさがるため、最終的には押入れにたまりがちである。体重のキープもできておらず、劇場版『クレヨンしんちゃん 超時空!嵐を呼ぶオラの花嫁』におけるゆがんだ未来のみさえは肥満体となっている。
ダイエット以外にもふとしたきっかけから様々な趣味、芸事に挑戦しようとすることも多いが、しんのすけやひまわりによる妨害や、みさえ自身の技術不足や短気かつ移気の早い性分などが原因で長続きしたことはない。また、基本的にどの趣味、芸事も才能があるとは言い難く、画力に関してはひまわりに白い目で見られるほどに下手な他、陶芸教室で作ったかなり不格好な出来の壺を大切に保管していたり、一度小説家を志そうと大原四十郎が講師を務めるシナリオ教室に参加した際には、支離滅裂な内容のシナリオを書き上げるなど、創造力や美的感覚を活かす趣味のセンスに至っては壊滅的である。

### お仕置き
お仕置きの常套手段として、「げんこつ」「グリグリ攻撃」（側頭部に両拳を当てて押し回す。元祖は姉のまさえによる）「頬抓り」「尻叩き」が挙げられる。中でも「尻叩き」はしんのすけが最も恐れているお仕置きと言える。ただし初期には、みさえも痛がっている描写が見られた（尻や頭が固いため）。怒りが爆発すると顔つきが険しくなったり、しばしば「スーパーサイヤかあちゃん」になったり、かめはめ波を放ったりする。果てはお玉や大根で殴打するなどの過激な描写も散見される一方、お仕置きとまではいかず、冗談交じりに頬を抓るなどのパターンがある。また、非常に稀であるが本気で怒ったときなどに、頬を平手打ちで叩いたこともある。
「ママとのお約束条項」なるものを制定しており、しんのすけが悪さをするごとに「ママとのお約束第○条、○○してはいけない」や「ママとのお約束第○条、○○は禁止」などと条項をノートに書き留めており、その数は3桁を優に超え、今のところは、143条を達成している（第100条は「熊にお財布を与えてはいけない」である）。ノートは出先でも携帯しており、しんのすけが条項に違反した行為をした際に取り出して読み上げているが、書いたみさえよりもしんのすけの方が正確に記憶しており、しんのすけに「それは第〇〇条だゾ！」と言われ、「あ、ごめーん。…って、分かってるならやるな！」というやり取りが交わされている。
原作ではグリグリ攻撃はしんのすけの「グリグリはずし」でかわされて以来脳天に度々行う程度になったものの（頻度は少ない）、アニメでは引き続きコンスタントに行っている。
口調はやや挑発的であり、相手の感情を逆撫でしてしまうこともしばしば（もっとも、それを感知したみさえが逆ギレで制圧することも多い）。日常的に展開される親子の攻防ではしんのすけを籠絡するため、老獪かつ大人気ない作戦を行使する。ただし、幼稚園バスに乗り遅れるしんのすけを自転車で送り届けたりと忙しない毎日であり、彼女がそれなりの根気と苦労を強いられているのもまた事実である。なお、子供を生む前は「生まれてくる子供（つまりは、しんのすけのこと）のことは殴らないし、怒らない」と言っていたが、現在とはまるで逆である。しかし、連載と放送が続くにつれ、暴力的なお仕置きは少なくなっている（その分、しんのすけ自身も少々利口になっているところがあり、場合によってはほぼお仕置きがないことも多い）。
怒りがちではあるが一方で感傷的な面も非常に強く、しんのすけをあまりに叱り過ぎたことや、無実の罪で叱りつけてしまっていたことに反省して自ら心を痛めたり、過保護とも捉え兼ねないほど甘く接することもある（ただし、あまりにも無理をし過ぎたため、しんのすけに気味悪がられた上にしんのすけと二人で体調を崩したこともある）。
その他にも外に閉め出す（夕方や夜のときが多い）、押し入れに閉じ込める、食事やおやつを与えない、股間を強く握るといった行動も取る。お仕置きはその場で行っており、周囲の人たちはその光景に驚いたり、暴走するみさえを止めようとすることがある。みさえ本人はあくまで躾としてお仕置きをしているが、場合によっては周囲から虐待と見られることもある。
ひろしに関しても、げんこつ、グリグリ攻撃、頬抓り、平手打ちに加えて、殴る、蹴る、顔を引っ掻く、関節技で痛め付ける、腹帯で首を絞める、布団叩きや箒で叩くなどが多く、お仕置きを受けたひろしは顔や体に傷や痣が残っていたり、顔が腫れていたり、血が出ていたり、服がボロボロになることが多い。ひろしがやましいことを考えていたり、美女関連の物を見ていたり、嘘を言ったなどでお仕置きをするが、大半はみさえの勘違いであり、頭から決め付けてひろしに暴力を振るい、ひろしがボロボロの状態のときに誤解が解けるパターンが多い（みさえは謝罪をせず、誤魔化したり、開き直って済ますことも多い）。連載と放送が続くにつれ、暴力的なお仕置きは少なくなっている（その分、耳や頬をつねるなどといったげんこつよりもソフトな表現に変わってきている。場合によっては、ほぼお仕置きがないことも多い）。
2018年以降では、アニメで見ると以前のような理不尽な理由やしんのすけを黙らせるためにお仕置きするのではなく、悪いことをした時に限ってお仕置きをするように変わっている（家電量販店の店員にナンパした、シュークリームのクリーム部分だけ全部吸って食べてしまった、夕飯前にもかかわらずチョコビを内緒で3箱も食べた、など）。またゲンコツする前に、みさえの後ろ姿が数秒間描写され、怒っているのがわかるとともに怒られても仕方ないという理由づけがしっかりなされるようになった。そのため少しのちょっかいぐらいでは逆に口頭での注意に留めたり、殴るとしても軽く叩く程度だったりすることが多い（アニメの再放送部分ではゲンコツのシーン自体がカットされることが多い）。

### 免許・運転技術など
自動車の運転免許（AT限定）を持っているが、ペーパードライバーで滅多に運転しない。なお、運転免許は原作9巻で、アニメでは「運転免許がとれるゾ」（1994年5月30日放送）で取得し、以後はたまにひろしの愛車を使用する場面が見受けられるようになる。しかし、後述するように2台連続で廃車に追い込むなど車使いは荒く、運転技術はかなり低い。右折が苦手であり、しんのすけの送迎のときに左折を繰り返して行こうとした所、左折しようとした路地が工事中で左折できず、そのまま東北自動車道に乗り、最寄の埼玉県内のインターチェンジから栃木県まで行ってしまったこともある。また、よそ見などが原因で事故を起こしたことも数回ある。そのため新車に試乗しようとした際、ひまわりですら血相を変えて同乗を拒絶されたこともある。
しんのすけの悪ふざけが原因で、ドリフト走行やスピンターンでの駐車など、高度な運転技術を偶然成功させたことがある。
しんのすけが正確にナビをしているにもかかわらず道を間違えることが非常に多く、その度に呆れられている。さらに、ひろしが取引先からモニターするように頼まれたカーナビゲーションシステムを破壊してしまったことすらある（ただし、この場合は｢カーナビのインターフェースとなるキャラクターがかなり反抗的だったためにみさえが怒った」という内容であり、この試作品は運転中無理なく操作できることを求められるカーナビ製品として重大な問題点を抱えていると考えられる。結局みさえが謝罪することはなかった）。
現在では人並みに運転がうまくなったようで、しんのすけもひまわりも、みさえが運転する車に乗って平気で熟睡してしまう。その光景を見たむさえは非常に驚いていた。

### 野原家の自家用車
車を買い替えるエピソードはいずれもみさえの運転技術の低さによる破損が原因である。
名称不明（セダン・青）
ナンバー：大宮 57 ハ 33-96
アニメ「ピクニックに行くゾ その1」「ピクニックに行くゾ その2」（いずれも1992年5月4日放送）でのみ登場。
名称不明（ハッチバック・青）
ナンバー：大宮 57 の 37-33
アニメ版初期の車両。しかしみさえが運転を始めて以来接触事故による傷が絶えず、それを放置した結果エンジンが焼きつきを起こしてしまう。これがアンジェリーナに乗り換える最大の理由となった。
窓はパワーウインドウではなく手動式である。
オッサン・アンジェリーナ（セダン・緑）
ナンバー：春我部 58 ん 53-09（「こすりまくる」の語呂合わせ）
アンジェリーナを販売店で見たときにひろしが「（視界がいいので）ぶつけずに済むかも」と言っていたが、みさえのせいで傷が絶えないのは相変わらずであった。
『戦国大合戦』では野原家とともに戦国時代にタイムスリップする。その際にエアバッグが展開したカットがあることから、運転席のみのエアバッグ装備車であることがわかる。
みさえが車庫入れの際にリアを破損させてしまい、車検の時期も近づいていたため廃車となった。
名称不明（ステーションワゴン・緑）
ナンバー：描写なし
販売店で新しい車を買う際、コンパクトカーに関心を示すみさえと、ミニバンやSUVに関心を示すひろしの間で意見がまとまらず、営業に「車両の大きさ（アンジェリーナと同等のサイズ感）と積載力の折衷案」として勧められた結果、購入した。
3列シート車である。

### 趣味
趣味は長電話と井戸端会議とデパ地下試食めぐり。好物はプリン、生チョコ、ジャンボシュークリーム、甘栗、芋羊羹、鯛焼きなどの甘味の強い菓子類。また、カニも好む。納豆は辛子を利かせるのが好き。好きなミュージシャンはTHE COLLECTORSだが、そのCDは調子に乗ったしんのすけのドジで壊される。イケメン好きでもあり、好きな映画俳優はケビン・コスナー。また、韓国の俳優（ペ・ヨンジュンやパク・ヨンハなど）も大好きである。連載初期は当時阪神タイガースに所属していた新庄剛志のファンでもあった（しかし野球のルールをほとんど知らず、新庄の守備位置がどこなのかも知らなかった）。雑誌「Ladyアクション」の購読者。図書館へ行ったときには「フィンランドの森 -上- 村下夏樹」（村上春樹のノルウェイの森のパロディ）を借りた。昼寝も好きで、夢や寝言のシーンは初期から頻繁に登場する。夢の中でリチャード・ギアやブラッド・ピットと不倫をしたり、自分がマリア・シャラポワだったりナタリー・ポートマンに勘違いされたりと、自分にとってやたら都合の良い夢ばかりを見ている（寝言から判明）。また、例外的に悪夢にうなされることもある。他の主婦との会話と買い物は長い。かすかべ書店で立ち読みする姿も見られ、しんのすけと同様に書店側から要注意人物としてマークされている。29年間ハローキティのファンであり、デザイナーの山口裕子に会ったときは山口の好物であるドリアンを買ってくるほどで、山口からサインをもらい家宝にしている。

### 戦闘能力
野原一家の中でも最も戦闘力が高く、映画での敵の撃破数は一家の内でもっとも多い。『クレヨンしんちゃん 嵐を呼ぶ 栄光のヤキニクロード』「トレジャーハンターみさえ」などにおいては、何人もの男を素手で打倒する格闘術を見せている。怒ったときはさらに物凄い戦闘力を発揮する（詳細はお仕置きの欄を参照）。便秘の際は非常に殺気立っており、不用意な発言をしたひろしを高速往復ビンタするなどしている。また、ひろしとスポーツなどで争ったり、何か物が懸かったものでは、常人を逸脱した運動能力を発揮し、その様子はしんのすけが驚くほどである。しかし、「クレヨンウォーズ」ではシロ（A・P・U）の判定で彼女の強さは30と表示されており、500の戦闘力を持つひろし（アーシクセーダー）より非常に低かった（これはひろしの足臭が強さに比例したものである）。

### その他
他者と体が入れ替わったことが3回ある。「母ちゃんといれかわっちゃったゾ」では、玄関先でぶつかったときに、しんのすけの体と入れ替わり、「父ちゃんと母ちゃんが入れ替わったゾ」では、適当に言ったおまじないが原因で、ひろしの体と入れ替わったことがあった（どちらも後にとあるはずみで元に戻った）。一家全員が入れ替わってしまったことがあり、その際はシロの身体に入り込んでしまい、犬として生きることに涙するほど嫌がっていた。後に全員が「元に戻りたい」と願ったことで解決した。
しんのすけと入れ替わった際には立った状態での小便や股間強打という男性でしか味わえない行為を29年の人生にして初めて味わった。立ち小便ではその難しさに戸惑いつつ楽しんでいたが、股間強打では、その痛みを大量の汗とともに悶絶しながら「なんなの?この全身を突き抜けるような、鬼に金棒でえぐられたような痛みは?」と表現し、「これが男の痛みなのね」ともんどりうっていた。しかし、インラインスケートを履いてバランスを取っていたときに、しんのすけが開いた足の中に入り込んだときにぶつかってしまい、そのまま足を広げたまま落ちてしまい、股間を強打して悶絶していた。その光景を見たしんのすけから、「はしたない人だ…」とも言われている。
『仮面ライダー電王+しん王』では、腹部と臀部に脂肪がたくさんついている「三段腹イマジン」に襲われているが、背格好や髪型がみさえにそっくりだったためしんのすけに「どっちが母ちゃんかわからない」と言われる始末であった。
書置きを残して外出するときには、最後に、「美人のママより」と書き、やけに胸を大きくした自画像を描いている（しかし、しんのすけは「美人の」はいつも無視している）。
しんのすけからは「母ちゃん」と呼ばれているが、みさえは「ママ」と呼ばせようとしており、しんのすけの前での一人称は「ママ」である。同様にひろしのこともしんのすけの前では「パパ」と呼んでいる。一度本格的に「ママ」「パパ」と呼ばせようとしたことがあるが、しんのすけから「『ママ』なんてオラの母ちゃんじゃない。偽物だ！」とはっきりと拒否されている。しかし、しんのすけがみさえに媚を売るときは「ママ」と呼ぶこともある。
アニメでは親友のおケイ以外友達がいないことが言及されており、友達の少なさにショックを受けている（みさえが家出した際もその節が描かれていた）。
ネネとパンケーキ作りで対決したことがある。しかし、ネネよりも下手であることが露呈され、しんのすけには慰められ、先生扱いしていたチーターからは「ハズレ」扱いされる惨憺たる有様だった。
原作での外伝「しんちゃんのかぐや姫」「雪女としんちゃん」などでは、しんのすけやひまわりとは血が繋がっていないという設定（しんのすけは月の国の王族、ひろしと前妻である雪女との子という設定になっている）になっているが、しんのすけたちを実の子のように育てたり、しんのすけたちが実の親と再会したときには別れを惜しんでいた（いずれもしんのすけはひろしやみさえと一緒に暮らす方を選んでいる）。

## キャスティング・演技
1992年4月13日の放送開始当初よりならはしみきが担当している。第1話から登場した野原家のキャストでは唯一代役や休業を置くことなく一貫して担当し続けている。
ならはしは、「みさえがしんのすけを自分の子供ではなくしんのすけ個人として捉えていることを意識して演じている」と語っている。また、「みさえの声はならはし自身の地声である」と発言したこともある。
アニメ放送開始当初は「ママ」とキャスティングされていたが、1993年7月12日のスペシャル版第3回以降はオープニング、エンディングテーマ曲の変更の際に「みさえ」でキャスティングされるようになった。
2023年、野原みさえのキャラクター個人としての公式インスタグラムを開設。

## 家族・親戚

### 主な家族・親戚
- 息子：しんのすけ（5歳）
- 娘：ひまわり（0歳）
- 夫：ひろし（双葉商事勤務・35歳）
- 父：小山よし治（みさえの父、熊本在住）
- 母：小山ひさえ（よし治の妻、熊本在住）
- 姉：小山まさえ（みさえの姉、熊本在住、中学教師）
- 妹：小山むさえ（みさえの妹、写真家の助手）
- 叔母：ふさえ（アニメオリジナルキャラクター）
- 義父：野原銀の介（ひろしの父、秋田在住）
- 義母：野原つる（銀の助の妻、秋田在住）
- 義兄：野原せまし（ひろしの兄、秋田在住、農業経営・40歳）
- 義姉：野原育菜（せましの妻、旧姓:小鹿野、秋田在住、農業経営・27歳）
- 甥：野原樹（ひろしの甥、育菜の連れ子、秋田在住、？歳）、野原芽生（ひろしの甥、せましの子、秋田在住、0歳、原作のみ）
- 姪：桜チル子（アニメオリジナルキャラクター）、野原菜摘（ひろしの姪、育菜の連れ子、秋田在住、5歳）

※飼い犬にシロがいる。
※以上のメンバーの詳細についてはクレヨンしんちゃんの登場人物一覧参照

### 系図
以下はみさえ視点の系図。
|                     |                     | 父 小山よし治（63） | 父 小山よし治（63） | 父 小山よし治（63） | 父 小山よし治（63） | 父 小山よし治（63） | 父 小山よし治（63） |                     |                     |                     |                     |                     |                     | 母 小山ひさえ（58） | 母 小山ひさえ（58） | 母 小山ひさえ（58） | 母 小山ひさえ（58） | 母 小山ひさえ（58）          | 母 小山ひさえ（58）          |                              |                              |                              |                              |  |  | 義父 野原銀の介（65） | 義父 野原銀の介（65） | 義父 野原銀の介（65）    | 義父 野原銀の介（65）    | 義父 野原銀の介（65）    | 義父 野原銀の介（65）    |                          |                          |  |  |                     |                     | 義母 野原つる（62） | 義母 野原つる（62） | 義母 野原つる（62） | 義母 野原つる（62） | 義母 野原つる（62） | 義母 野原つる（62） |  |  |
|                     |                     | 父 小山よし治（63） | 父 小山よし治（63） | 父 小山よし治（63） | 父 小山よし治（63） | 父 小山よし治（63） | 父 小山よし治（63） |                     |                     |                     |                     |                     |                     | 母 小山ひさえ（58） | 母 小山ひさえ（58） | 母 小山ひさえ（58） | 母 小山ひさえ（58） | 母 小山ひさえ（58）          | 母 小山ひさえ（58）          |                              |                              |                              |                              |  |  | 義父 野原銀の介（65） | 義父 野原銀の介（65） | 義父 野原銀の介（65）    | 義父 野原銀の介（65）    | 義父 野原銀の介（65）    | 義父 野原銀の介（65）    |                          |                          |  |  |                     |                     | 義母 野原つる（62） | 義母 野原つる（62） | 義母 野原つる（62） | 義母 野原つる（62） | 義母 野原つる（62） | 義母 野原つる（62） |  |  |
|                     |                     |                     |                     |                     |                     |                     |                     |                     |                     |                     |                     |                     |                     |                     |                     |                     |                     |                              |                              |                              |                              |                              |                              |  |  |                       |                       |                          |                          |                          |                          |                          |                          |  |  |                     |                     |                     |                     |                     |                     |                     |                     |  |  |
|                     |                     |                     |                     |                     |                     |                     |                     |                     |                     |                     |                     |                     |                     |                     |                     |                     |                     |                              |                              |                              |                              |                              |                              |  |  |                       |                       |                          |                          |                          |                          |                          |                          |  |  |                     |                     |                     |                     |                     |                     |                     |                     |  |  |
| 姉 小山まさえ（35） | 姉 小山まさえ（35） | 姉 小山まさえ（35） | 姉 小山まさえ（35） | 姉 小山まさえ（35） | 姉 小山まさえ（35） |                     |                     | 妹 小山むさえ（26） | 妹 小山むさえ（26） | 妹 小山むさえ（26） | 妹 小山むさえ（26） | 妹 小山むさえ（26） | 妹 小山むさえ（26） |                     |                     | 野原みさえ(29)      | 野原みさえ(29)      | 野原みさえ(29)               | 野原みさえ(29)               | 野原みさえ(29)               | 野原みさえ(29)               |                              |                              |  |  |                       |                       | 夫 野原ひろし(35)        | 夫 野原ひろし(35)        | 夫 野原ひろし(35)        | 夫 野原ひろし(35)        | 夫 野原ひろし(35)        | 夫 野原ひろし(35)        |  |  | 義兄 野原せまし(40) | 義兄 野原せまし(40) | 義兄 野原せまし(40) | 義兄 野原せまし(40) | 義兄 野原せまし(40) | 義兄 野原せまし(40) |                     |                     |  |  |
| 姉 小山まさえ（35） | 姉 小山まさえ（35） | 姉 小山まさえ（35） | 姉 小山まさえ（35） | 姉 小山まさえ（35） | 姉 小山まさえ（35） |                     |                     | 妹 小山むさえ（26） | 妹 小山むさえ（26） | 妹 小山むさえ（26） | 妹 小山むさえ（26） | 妹 小山むさえ（26） | 妹 小山むさえ（26） |                     |                     | 野原みさえ(29)      | 野原みさえ(29)      | 野原みさえ(29)               | 野原みさえ(29)               | 野原みさえ(29)               | 野原みさえ(29)               |                              |                              |  |  |                       |                       | 夫 野原ひろし(35)        | 夫 野原ひろし(35)        | 夫 野原ひろし(35)        | 夫 野原ひろし(35)        | 夫 野原ひろし(35)        | 夫 野原ひろし(35)        |  |  | 義兄 野原せまし(40) | 義兄 野原せまし(40) | 義兄 野原せまし(40) | 義兄 野原せまし(40) | 義兄 野原せまし(40) | 義兄 野原せまし(40) |                     |                     |  |  |
|                     |                     |                     |                     |                     |                     |                     |                     |                     |                     |                     |                     |                     |                     |                     |                     |                     |                     |                              |                              |                              |                              |                              |                              |  |  |                       |                       |                          |                          |                          |                          |                          |                          |  |  |                     |                     |                     |                     |                     |                     |                     |                     |  |  |
|                     |                     |                     |                     |                     |                     |                     |                     |                     |                     |                     |                     |                     |                     |                     |                     |                     |                     |                              |                              |                              |                              |                              |                              |  |  |                       |                       |                          |                          |                          |                          |                          |                          |  |  |                     |                     |                     |                     |                     |                     |                     |                     |  |  |
|                     |                     |                     |                     |                     |                     |                     |                     |                     |                     |                     |                     |                     |                     |                     |                     |                     |                     | 息子・長男 野原しんのすけ(5) | 息子・長男 野原しんのすけ(5) | 息子・長男 野原しんのすけ(5) | 息子・長男 野原しんのすけ(5) | 息子・長男 野原しんのすけ(5) | 息子・長男 野原しんのすけ(5) |  |  |                       |                       | 娘・長女 野原ひまわり(0) | 娘・長女 野原ひまわり(0) | 娘・長女 野原ひまわり(0) | 娘・長女 野原ひまわり(0) | 娘・長女 野原ひまわり(0) | 娘・長女 野原ひまわり(0) |  |  |                     |                     |                     |                     |                     |                     |                     |                     |  |  |

## メディア出演

### CM
- 森永乳業「ビヒダス ヨーグルト 便通改善」（2023年10月10日 - ） - 高橋尚子と共演[52]